# Zihni Sako
Zihni Sako (ur. 27 marca 1912 w Gjirokastrze, zm. 16 lutego 1981) – albański folklorysta, nauczyciel oraz polityk komunistyczny, wieloletni deputowany do Zgromadzenia Ludowego.

## Życiorys
Ukończył szkołę podstawową oraz średnią w rodzinnej Gjirokastrze, następnie w latach 1931–1936 studiował filologię w Atenach. Pracował następnie jako nauczyciel w szkołach średnich w Gjirokastrze, Korczy i w Beracie.
Podczas II wojny światowej brał udział w szerzeniu komunistycznej propagandy, w 1943 roku wstąpił w szeregi Armii Narodowo-Wyzwoleńczej oraz został członkiem Komunistycznej Partii Albanii. Występował także w Teatrze Partyzanckim.
W latach 1960–1969 pełnił funkcję dyrektora Instytutu Folkloru w Tiranie. Zasiadał także w Zgromadzeniu Ludowym, pełniąc także funkcję członka rady generalnej Frontu Demokratycznego.
Zmarł 16 lutego 1981 roku.

## Prace naukowe[2]
- Mbledhës të hershëm të folklorit shqiptar, 1635-1912 (1961)
- Proza popullore (1967)

## Tytuły i odznaczenia
Za swoją działalność naukową został uhonorowany tytułem profesora oraz Nauczyciela Ludu. Otrzymał także odznaczenia państwowe, m.in. Order Wolności II stopnia, Order Pracy II i III stopnia, Medal Pamięci oraz Medal Waleczności.